# Conus obscurus
Espèce
Statut de conservation UICN

 LC  : Préoccupation mineure
Conus obscurus est une espèce de mollusques gastéropodes marins de la famille des Conidae.
Comme toutes les espèces du genre Conus, ces escargots sont prédateurs et venimeux. Ils sont capables de « piquer » les humains et doivent donc être manipulés avec précaution, voire pas du tout.

## Description
La taille d'une coquille adulte varie entre 20 mm et 44 mm. Ce coquillage de taille petite à moyenne a la forme d'un petit Conus geographus mais avec des couronnes plus petites sur l'épaule. La coquille est subcylindrique, violacée, avec des taches marron, formant deux bandes interrompues, et de faibles lignes de minuscules articulations marron et blanches. L'ouverture est très large antérieurement, causée par une moitié inférieure concave de la columelle. 

## Distribution
Cette espèce est présente dans l'océan Indien au large d'Aldabra, du bassin des Mascareignes et de la Tanzanie. et de la Tanzanie ; dans l'Indo-Pacifique tropical jusqu'à Hawaï et la Polynésie française ; au large des Philippines et de l'Australie (Territoire du Nord, Queensland et Australie occidentale).

### Niveau de risque d’extinction de l’espèce
Selon l'analyse de l'UICN réalisée en 2011 pour la définition du niveau de risque d'extinction, cette espèce est largement distribuée dans l'Indo-Pacifique, à l'exception de la région de la mer Rouge. Elle est considérée comme commune à travers sa large distribution. Il n'y a pas de menaces majeures connues pour cette espèce et elle se trouve dans des aires marines protégées dans toute son aire de répartition. Cette espèce est classée dans la catégorie "préoccupation mineure".

## Taxonomie

### Publication originale
L'espèce Conus obscurus a été décrite pour la première fois en 1833 par le naturaliste, illustrateur et conchyliologiste britannique George Brettingham Sowerby I dans « The conchological illustrations or, Coloured figures of all the hitherto unfigured recent shells »,.

### Synonymes
- Conus (Gastridium) obscurus G. B. Sowerby I, 1833 · appellation alternative
- Conus halitropus Bartsch & Rehder, 1943 · non accepté
- Gastridium obscurus (G. B. Sowerby I, 1833) · non accepté
- Protostrioconus obscurus (G. B. Sowerby I, 1833) · non accepté